# NGC 7127
NGC 7127 је расејано звездано јато у сазвежђу Лабуд које се налази на NGC листи објеката дубоког неба.
Деклинација објекта је + 54° 35' 46" а ректасцензија 21h 43m 52,9s. Привидна величина (магнитуда) објекта NGC 7127 износи 12,2. NGC 7127 је још познат и под ознакама OCL 219.